# Libellula pulchella

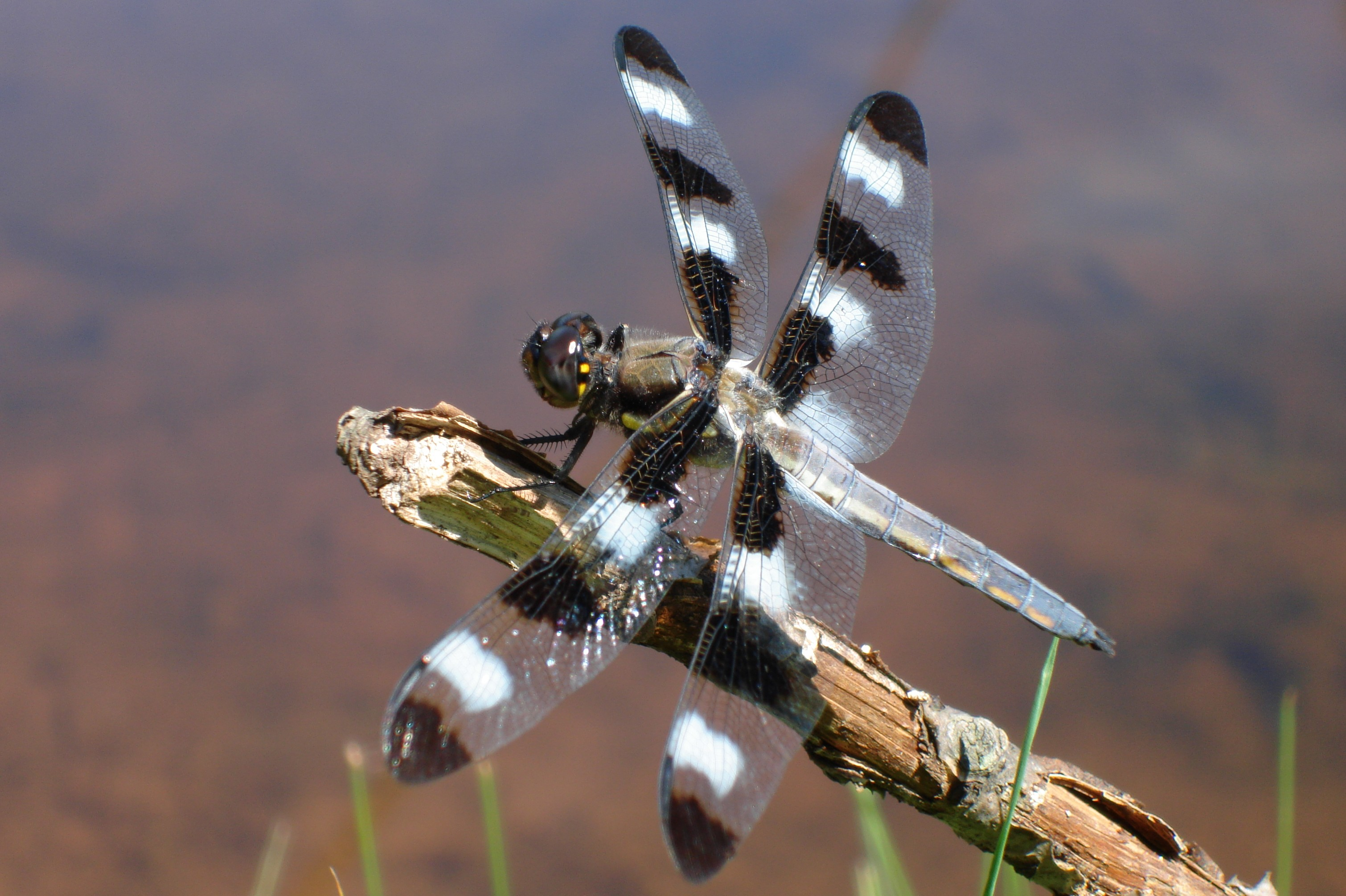

Libellula pulchella  (лат.) — вид стрекоз рода Плоскобрюхи (Libellula) из инфраотряда разнокрылых (Anisoptera). Эндемик Северной Америки.

## Распространение
Встречается в Северной Америке: США и Канада.

## Описание
Крупные стрекозы, длиной около 5 см. Каждое крыло несёт по 3 буроватых пятна. У взрослых самцов, кроме того, имеются дополнительные белые пятна на крыльях.